# Carin Bakhuis
Carin Bakhuis (* 4. Januar 1990) ist eine niederländische Fußballtrainerin. Seit dem 15. Juli 2022 ist sie Cheftrainerin des Frauenfußball-Bundesligisten SV Meppen. Im Jahr 2024 gab sie ihren Wechsel nach Wolfsburg bekannt.

## Karriere
Carin Bakhuis begann ihre Trainerkarriere in Zwolle bei Be Quick 28 und setzte sie  in der Saison 2016/17 in der Frauenfußballabteilung des PEC Zwolle fort. Von 2020 bis 2022 war sie unter Robert de Pauw Co-Trainerin der Frauenfußballmannschaft des FC Twente Enschede. Dem Trainerduo gelang die Meisterschaft 2021/22 in der Eredivisie, der höchsten Spielklasse im niederländischen Frauenfußball.
Bakhuis nahm am 15. Juli 2022 ihre Tätigkeit in Meppen mit einem Spielklassen unabhängigen und bis zum 30. Juni 2024 datierten Vertrag auf. Sie wurde damit der zweite weibliche Trainer in der Bundesliga-Saison 2022/23; Theresa Merk, Cheftrainerin des SC Freiburg, war bereits im März 2022 angekündigt worden. Mit Nadine Rolser folgte am 20. Dezember 2022 bei der TSG 1899 Hoffenheim der dritte weibliche Cheftrainer auf Gabor Gallai.
Bakhuis kündigte im April 2024 an, Meppen trotz eines potenziellen Wiederaufstiegs in die Bundesliga zu verlassen, und als Kotrainerin zum VfL Wolfsburg zu wechseln. Nach zwei Jahren mit gemischten Erfolgen – darunter ein Bundesliga-Abstieg und eine starke Rückkehrkampagne in der Zweiten Bundesliga – folgt Bakhuis ihrem früheren Kollegen Tommy Stroot nach Wolfsburg. Sie betont die Bedeutung des Familiären im Fußball und will weiterhin die Position von Frauen im Sport stärken, wobei ihr Team mit Hilfe eines Sportpsychologen an mentaler Stärke arbeitet.